# Tora Bora
Ne doit pas être confondu avec Bora-Bora.

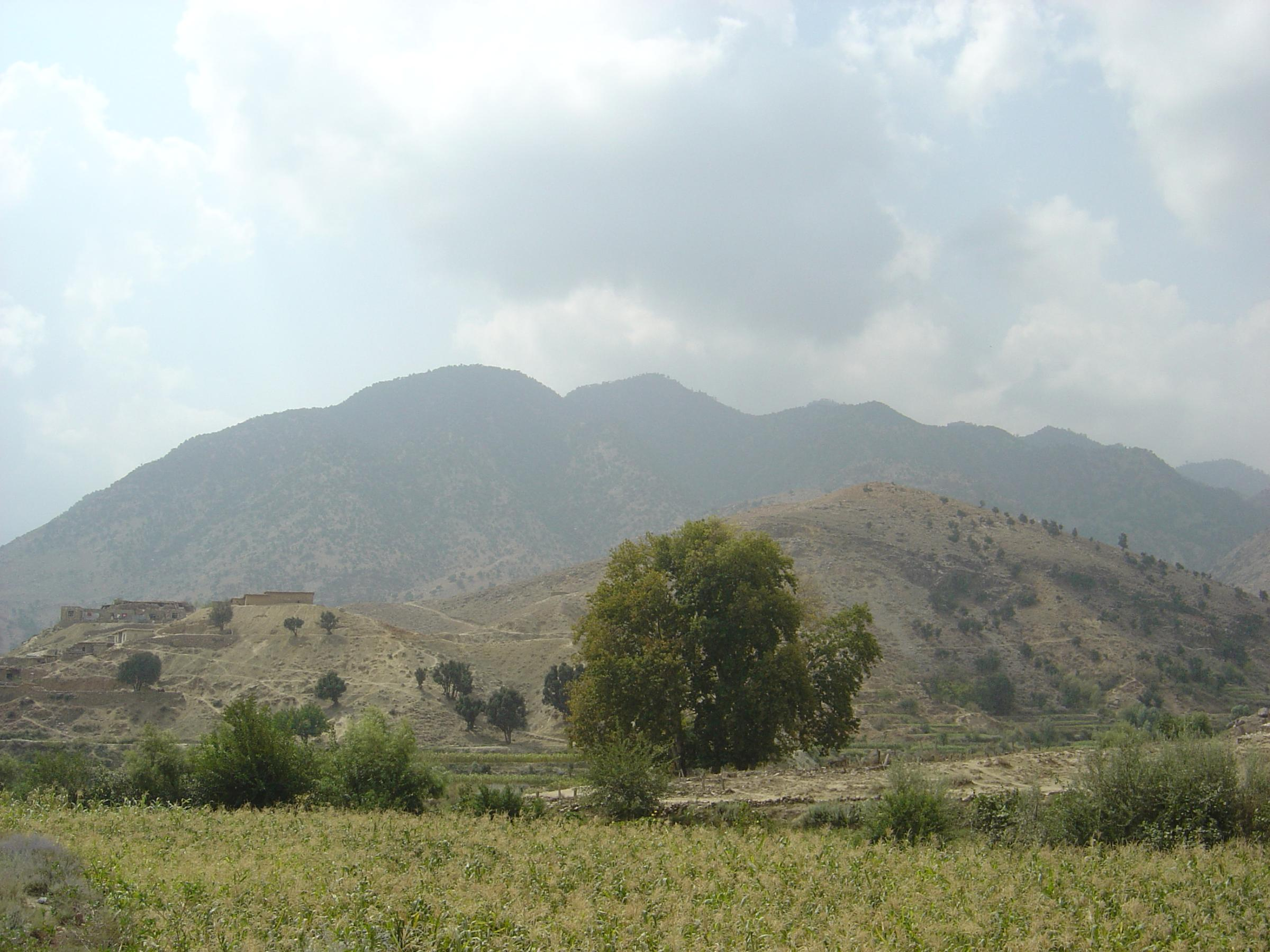
Tora Bora (2006).

Tora Bora (pachto : توره بوره ; « poussière noire ») est une colline fortifiée située dans les montagnes de Safed Koh dans l'Est de l'Afghanistan. Sa construction a été en partie financée par la CIA au début des années 80, lorsque celle-ci soutenait les moujahidins face à l'URSS.
La CIA finance dans les années 1980 les moudjahidin. Elle finance notamment la fortification de grottes de Tora Bora, dont Oussama ben Laden participe à la construction. Ben Laden y apporte des dizaines de bulldozers et autres équipements lourds de construction venant de l'empire de construction de son père, le groupe Saudi Binladin (anglais : Saudi Binladin Group). Ce camp comporte plusieurs milliers d'hommes. Trois douzaines de forces spéciales militaires des États-Unis sont stationnés à la base de ce camp.
Au début de la guerre d'Afghanistan de 2001, Tora Bora fut l'une des places fortes des Talibans et de leurs alliés avant sa chute lors de la bataille de Tora Bora. 

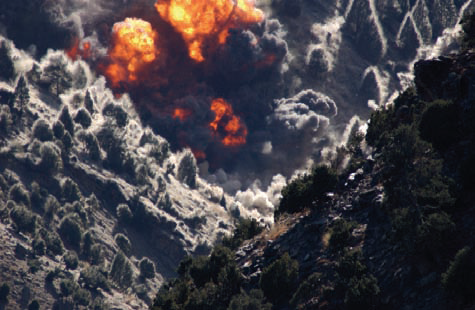
Bombardements américains à Tora Bora en novembre ou décembre 2001

L'attaque de cette base quelques mois après les attentats du 11 septembre 2001 visait à tuer Oussama Ben Laden, mais celui-ci put s'enfuir vers le Pakistan.
Le 14 juin 2017, après un bref combat contre les talibans, Tora Bora est prise par l'État islamique,,.

## Géologie
Au niveau lithologique, Tora Bora est composée de gneiss metamorphique et de schiste.

## Annexe